# Stakes Is High
A Stakes Is High a De La Soul hiphop-együttes 1996-os albuma.

## Az album dalai
1. Intro – 2:35
2. Supa Emcees – 3:40
3. The Bizness (ft. Common) – 5:41
4. Wonce Again Long Island – 3:39
5. Dinninit – 4:20
6. Brakes – 4:06
7. Dog Eat Dog – 3:40
8. Baby Baby Baby Baby Ooh Baby – 2:10
9. Long Island Degrees – 3:27
10. Betta Listen – 4:28
11. Itzsoweezee (HOT) – 4:55
12. 4 More (ft. Zhane ) – 4:18
13. Big Brother Beat (ft. Mos Def) – 3:42
14. Down Syndrome – 3:28
15. Pony Ride (ft. Truth Enola) – 5:26
16. Stakes Is High – 5:30
17. Sunshine – 3:39